# 木村雅信
木村 雅信（きむら まさのぶ、1941年10月5日 - 2021年6月27日 ）は日本の作曲家、ピアニスト。

## 経歴
中国河北省石門市（現、石家荘市）で生まれ、種子島に育つ。東京芸術大学・大学院で学び1970年に修了。作曲は長谷川良夫と小倉朗に師事。1972年、札幌大谷短期大学専任講師に就任。同短期大学の助教授・教授、札幌大谷大学音楽学部教授を歴任。1964年、第33回日本音楽コンクール第3位、1973年に第2回モスクワ国際バレエコンクール最優秀伴奏ピアニスト賞、2006年に札幌芸術賞。などの受賞歴がある。国内、中国、ロシア、ヨーロッパ、オーストラリアなどで作品が演奏されており、札幌現代音楽展（歴代の同人に座光寺公明、保木誠、泉史夫、蛯子元、小林隆一、出路茂子、吉田均、兵井秀和、小森俊明らが名を連ねる）を主宰していた。2012年江別第一中学校音楽教諭武田靖博先生の依頼で「ケセンの復活」を作曲。原曲は「ケセンの詩（うだ）」を基に東日本大震災の東北地方を激励の意味を込めて作曲された。

## 主な作品

### オペラ
- 『竹取物語』 Op.235（全3幕、1991年）
- 『月のウサギ』 Op.300

### バレエ
- 『鳥』（1968年）
- 『ヤマトタケル』 Op.30（1968年）
- 『美しきブーゲンビリア』 Op.33（1969年）
- 『竹取物語』 Op.64（1973年）
- 『嵐ヶ丘』 Op.74（全3幕、1974年）
- 『御伽草子』 Op.80（1975年）
- 『あらぎぬ』 Op.111（1981年）
- 『星の夜のファンタジー』
- 『森のできごと』
- 『赤い靴』
- 『ピノキオ』
- 『舌切り雀』

### 管弦楽曲・協奏曲
- 16世紀のパヴァーヌに基づく変奏曲 Op.34（1970年頃）
- スペイン組曲
- ピアノ協奏曲
- 箏・十七絃・オーケストラのための協奏曲

### 吹奏楽曲
- エレジー Op.85（1976年）
- マルチャ・モーラ・アルコイヤーナ Op.146（1984年）
- ファンファーレと祝典序曲 Op.165（1986年）
- ケセンの復活（２０１２年）
- オペラ序曲「竹取物語」OP235 吹奏楽版

### マンドリンオーケストラ曲
- 3つのレントラー（1981年）
- コンチェルト・マドリガーレ 第1番 Op.122（1982年/1996年改訂）
- イタリア組曲 Op.141（全5曲、1981-83年）
- ロシアのモードによる3声のカノン（1983年、原曲＝Pf Op.136）
- マンドリンオーケストラとピアノのための小協奏曲 Op.152（1984年）
- ダンス・パッション Op.163（1985年）
- コンチェルト・マドリガーレ 第2番 Op.175（1987年）
- コンチェルト・アルドローゾ
- パドヴァ 第1番 Op.148（1984年）
- パドヴァ 第2番
- オスティナート
- アルメニアのために
- コンチェルト・マドリガーレ 第3番『MINWA』
- タンゴ・ファンタジー 第1番
- エスニック・マーチ Op.270（1995-1996年）
- タンゴ・ファンタジー 第2番 Op.280（1996年）
- タンゴ・シンフォニカ Op.288（1997年）
- マエストーソ
- ユーラシア Op.400（2008年）
- カメラータ

### 室内楽曲
- ヴァイオリン・ソナタ Op.14（1964年）
- ヴァイオリンとヴィオラのためのデュオ Op.22（1966年）
- ヴァイオリンとチェロのためのデュオ Op.56（1972年）
- ホルン・ソナタ Op.50（1972年）
- 4つのトムトム・マリンバ・ヴァイオリン・ピアノのためのソナタ Op.53（1972年）
- ディフェレンツィア 第3番 Op.55（1972年、Fl）
- リチェルカーレ Op.151（1984年、弦楽六重奏）
- 弦楽三重奏曲 Op.162（1985年）
- 津軽ホーハイ節によるカノン Op.205（1988年、リコーダー・Guitar）
- トリオ『マルチヌー讃』 Op.215（1989年）
- 宮城野 Op.250（1993年、Fl・Vn・筝）
- デュオ・ファンタジー Op.295（1997年、4Tomtom・Vn）
- サクソフォン四重奏曲 第2番（2000年）
- フルート・ソナタ第2番 Op.312（2000年）
- セレナータ組曲 Op.348（2003年、Fl・Ob・Cl・Fg）
- サクソフォン四重奏曲 第5番『サルサ』 Op.350（2003年）
- 五重奏曲II“帰去来‐桃源へ” Op.367（2004年、Fl・Ob・Cl・Hr・Fg）
- 弦楽四重奏曲『A.Dvorzakへのオマージュ』 Op.384（2005年）
- デュオ・ファンタジー 第2番 Op.385（2005年、Ob・Perc）
- パーセニア Op.391（2006年、Cl・4Vc）

### ピアノ曲
- フーガ ロ調 Op.3-a（1961年）
- インテルメッツォI Op.25（1968年）
- パッヘルベルの主題によるヴァリエーション Op.27（1971年）
- 前奏曲 第2番 Op.36-2（1971年、プレリュードNo.2）
- パ・ド・ドゥ Op.63（1973年）
- ポエム Op.72（1975年）
- ピアノ・ソナタ 第1番 Op.76（1975年）
- バーバーの主題によるヴァリエーション Op.82（1976）
- 雪の神のユーカラ Op.106-9（1980年、アイヌの素材による舞曲No.14）
- ショパンの主題によるヴァリエーション Op.131（1983年、2台のPf）
- パガニーニの主題によるヴァリエーション Op.160（1984年、2台のPf）
- 2つのインプレス Op.184（1987年）
- 中国民謡による鋼琴練習曲ー東北地区の六つの歌 Op.199（1988年）
- 巳年の音楽 Op.207（1989年）
- ヴァリアンティ Op.220（1990年）
- アフロス Op.231（1990年）
- エストニアの歌 Op.262（1995年）
- アイヌの素材による舞曲（No.1 二台のPf、No.2-N.7、No.8『釧路地方のリムセ』二台のPf、No.9『石狩川流域のリムセ』二台のPf、No.10『十勝地方のリムセ』二台のPf、No.11『熊送り 静内のリムセ』二台のPf、No.12 二台のPf、No.13 二台のPf、No.14『雪の神のユーカラ』、No.15-No.19、No.20『ヤイシャマネナ』、No.21『白老のウポポ』、No.22-No.36）
- プレリュード（No.1、No.2、No.3『カラハリのうた』、No.4『マキフク族の歌』、No.5『夢と予言』、No.6『日高三石越前踊り』、No.7『済州島の歌』、No.8『毛越寺稚児延年花折』、No.9『ソロモン群島の哀歌』、No.10『Neputa』、No.11『サンタマリア・ノヴェルラの鐘』、No.12『星の笑い』、No.13、No.14『"不屈の民"のテーマによる反行カノン』、No.15、No.16『Emburi』、No.17『組曲・二童敵討』、No.18『サティへのオマージュI』、No.19『エストニアのうた』、No.20『ラッグルズへのオマージュI』、No.21『カリンバI』）（1970年-）
- インヴェンション（No.1 ―アイヌのモティーフによる、No.2 ―上方のモティーフによる、No.3、No.4『奄美の子守うた』、No.5『ホーエンヤ』、No.6、No.7、No.8『一羽の小鳥が…』、No.9『種子島大踊』、No.10、No.11『グレン・グールドの音列による』）（1982年-）
- シャコンヌ（No.1-No.3、No.4『マルティヌーへのオマージI』、No.5『サティへのオマージュII』、No.6、No.7、No.8『ハンガリー民謡"孔雀"によるヴァリエーション』、No.9 ―ブラームスの主題による、No.10）（1985年-）
- 雲南歌舞曲集（No.1-No.13）（2004年-）
- “ニブフの歌”―4つのインヴェンション Op.354（2003年）
- 月光光 Op.357-1（2004年）

### ギター曲
- アステリスクI Op.77（1976年）
- プレリュード（No.1-No.11、No.12 二調、No.13、No.14『春の胎動』、No.15、No.16 ロ調、No.17-No.19）（1982年-）
- リチェルカーレ Op.180（1987年）
- 2つのギターのためのデュオ『長崎のティエントス』 Op.237（1991年）

### 歌曲
- 自作の詩による2つの歌 Op.1（1960年）
- 広島幻想 Op.147（1983年）
- 月光 Op.189（1987年、詩：河邨文一郎）
- しぐれ（1991年、詩：佐藤春夫）
- こどものための『茶色の木馬』（1970-1994年）
- ケセンの詩（うだ） Op.243/259（1992-1994年、詩:山浦玄嗣）
- 三つの春の歌（2003年、詩:土肥睦子）

### 合唱曲
- 女声合唱組曲『天草のオラショ』 Op.104（1981年）
- 女声合唱曲『燃えるオルガン』 Op.119（1982年）
- 女声合唱のためのインヴェンション（No.1『天の七夕』、No.2『西三国の守り子うた』、No.3『ひとめふため』、No.4-No.10、No.11『田上のヨンヨー節』、No.12『上毛野の星月のうた』、No.13『諸県の子もりうた』）（1982年-）
- 南島のわらべうたによる5つのカノン Op.144（1984年）
- 岩手のわらべうたによる10のポリフォニー Op.175（1986年）
- 『宝林讃』 Op.172（1986年）
- 『正像末和讃五首』 Op.183（1987-1988年）
- 但馬の子もりうたによる3つのカノン Op.196（1988年）
- 混声合唱組曲『蓮如抄』 Op.275（1996年、詞:太宰行信）
- 金子みすゞの詩による12の歌 Op.312(3)/Op.322(4)/作品番号なし(5)（2000-2003年、単声Op.312-1,2、Op.322-4）
- 残された時間 Op.376（2005年、詩:祖父江文宏）
- あまちゃ（詩：まどみちお）
- リンゴがひとつ（詩：山田恵里）
- 沙羅の花（詩：瀬戸内寂聴）
- よみたんのうた（詩：木村雅信）

### カンタータ
- 一一（いちいち）の華のなかよりは――浄土讃歌 Op.92（1977年）
- 戦争にいのち奪われたあなた方よ Op.192（1988年、テキスト:高史明）
- 妙好人のうた Op.390（2006年、テキスト:浅原才市）

### 環境音楽
- プランタン Op.168（1986年）
- 白樺のサイン Op.169（1986年）

## 著書
- 作曲家の手仕事（みすず書房、ISBN 4-622-04235-5）
- 音楽の贈り物（響文社、ISBN 4-87799-009-7）